# Allenhurst (Nueva Jersey)
Allenhurst es un borough situado en el condado de Monmouth, Nueva Jersey, Estados Unidos. Tiene una población estimada, a mediados de 2022, de 469 habitantes.

## Geografía
La localidad está ubicada en las coordenadas 40°14′09″N 74°00′09″O / 40.23583, -74.00250 (40.235945, -74.002417).

## Demografía
Según la estimación 2017-2021 de la Oficina del Censo, los ingresos medios de los hogares de la localidad son de $84,605 y los ingresos medios de las familias son de $156,250. Alrededor del 3.7% de la población está por debajo de la línea de pobreza.